# گرفتن شانس (فیلم ۲۰۰۹)
گرفتن شانس یا به‌دست آوردن شانس (به انگلیسی: Taking Chances) فیلمی محصول سال ۲۰۰۹ و به کارگردانی هیو رودس است. در این فیلم بازیگرانی همچون جاستین لانگ، امانوئل شریکی، راب کوردری، کی‌یر او دانل، نیک آفرمن، میسی پایل، دیوید جنسن، جیمی سیمپسون، برایان هاو و فیل ریوز ایفای نقش کرده‌اند.